# Achaearanea pura
Achaearanea pura är en spindelart som först beskrevs av O. Pickard-Cambridge 1894.  Achaearanea pura ingår i släktet Achaearanea och familjen klotspindlar. Inga underarter finns listade i Catalogue of Life.